# 艾倫·伍德沃德
艾倫·伍德沃德是一名英國薩里大學的計算機科學家。他是電腦安全專家，也是薩里計算機安全中心的核心成員。
他本科學習物理，研究生從事信號處理研究。這兩項研究都是在南安普敦大學進行的。
他曾在政府部門、企業和學術界工作。
除學術資格外，他的實踐成就還使他被選為英國物理學會會士、特許物理學家、特許IT從業人員、特許工程師、英國電腦學會會士、歐洲工程師會士和英國皇家統計學會會士。

## 外部連結
- 官方网站